# Giovanni Bianco
Giovanni Bianco (Genova, 20 gennaio 1992) è un pallanuotista italiano, centroboa della Rari Nantes Camogli.

## Biografia
Nel 2005 ha conquistato, con la S.S. Nervi, il titolo di Campione Italiano U15; nel 2006 vince, con la rappresentativa della Liguria, il Trofeo delle Regioni di Anzio, durante il quale si aggiudica anche il premio di migliore giocatore del torneo; nel 2009 e nel 2011 partecipa, con la Nazionale Italiana di categoria (U18 e U20), ai Campionati Mondiali Giovanili; nel 2012 conquista, con la R.N. Savona, sia il titolo di Campione Italiano U20 e sia il titolo Europeo, per i club della massima serie (A1), vincendo la Coppa LEN.
Esordio in A1 nel 2006 nella partita S.S. Nervi vs Nuoto Catania.
Esordio in Nazionale maggiore nel 2013, durante la partita di World League Italia vs Montenegro.
Ha frequentato il liceo scientifico Martin Luther King di Genova e, nel 2016, ha conseguito la laurea in Ingegneria Industriale (Tesi: Analysis of economic benefits derived by the use of a microgrid and its energy management), presso il Campus Universitario di Savona della Scuola Politecnica dell'Università degli studi di Genova. Attualmente è in procinto di terminare il corso di laurea magistrale in Energy Engineering
A seguito di un colpo al volto rifilato ad un avversario, nelle fasi conclusive di un test match di pre-campionato contro il Giappone, che ne ha procurato la frattura della mandibola, il 26 settembre 2019 la società Rari Nantes Savona ha annunciato la rescissione con effetto immediato del contratto. Nel 2023 con il Camogli conquista la promozione in Serie A1.